# Bałtika Kaliningrad

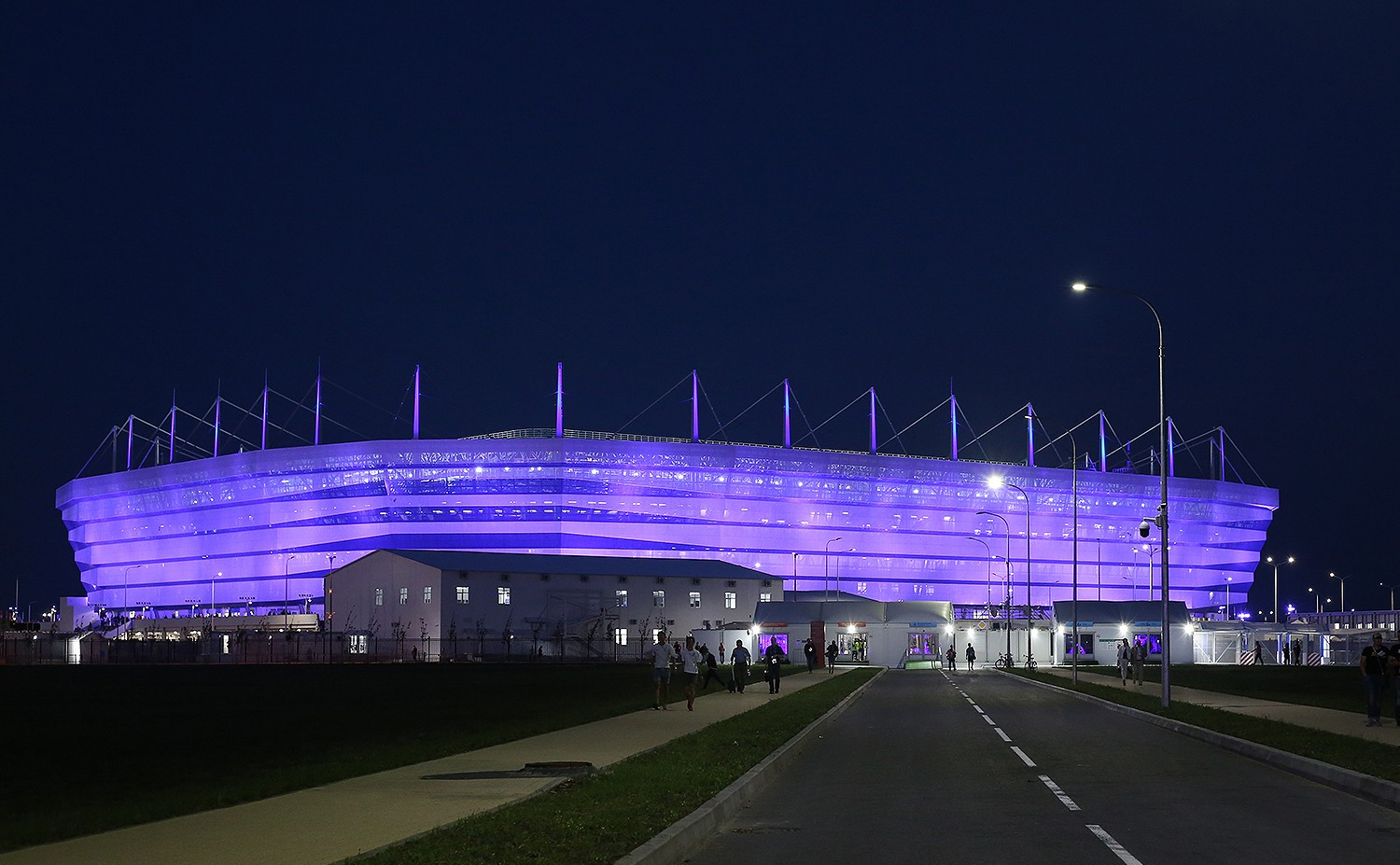
Stadion Kaliningrad

Bałtika Kaliningrad (ros. «Балтика» Калининград) – rosyjski klub piłkarski z siedzibą w Królewcu, grający w rozgrywkach Priemjer-Liga.

## Historia
Chronologia nazw
- 1954—1957: Piszczewik Kaliningrad (ros. «Пищевик» Калининград)
- 1958—...: Bałtika Kaliningrad («Балтика» Калининград)

Klub został założony 23 sierpnia 1954 roku jako Piszczewik Kaliningrad. Pod taką nazwą występował do 1958 i wtedy przemianowano go na Bałtikę.
W 1957 zespół zaczął występować w lidze ZSRR. W latach 1957–1965 grał w B-klasie, w latach 1966–1970 w A-klasie w grupie 2, a w latach 1971–1991 w drugiej lidze ZSRR. Największym osiągnięciem było wygranie regionalnego grupowego turnieju w 1984 roku.
Po rozpadzie ZSRR Bałtika przystąpiła do rozgrywek rosyjskiej Drugiej Dywizji i dzięki wygraniu jej awansowała do Pierwszej Dywizji. W 1993 roku zajęła 4. miejsce, a w 1994 roku - 3. W 1995 awansowała do Wyższej Dywizji. W 1996 roku osiągnęła największy sukces w historii klubu - 7. miejsce w ekstraklasie rosyjskiej. W 1998 roku Bałtika spadła z ligi notując w niej trzysezonowy pobyt. W 1998 roku występowała w Pucharze Intertoto dochodząc do 3. rundy rozgrywek.
Od tego czasu Bałtika występuje w Pierwszej Dywizji. Wyjątkiem są lata 2002 i 2005, które spędziła w Drugiej Dywizji. Pobyt w niższej klasie w obu przypadkach trwał tylko rok.

## Osiągnięcia
- 2. miejsce w Klasie B ZSRR, grupie 4: 1959, 1961
- 1/32 finału Pucharu ZSRR: 1957, 1989
- 7. miejsce w Rosyjskiej Wyższej Lidze: 1996
- finał Pucharu Rosji: 2024
- 1/8 finału Pucharu Rosji: 1998, 2000, 2009

## Zawodnicy
Reprezentanci krajów grający w Bałtice
- Wiaczesław Dajew
- Pawieł Pogriebniak
- Qurban Qurbanov
- Wasil Baranau
- Siarhiej Hierasimiec
- Waler Szantałosau
- Juryj Szukanau
- Mihails Miholaps
- Ričardas Beniušis
- Rolandas Džiaukštas
- Goran Maznow
- Aleksandr Pomazun
- Maksim Shatskix

## Europejskie puchary
Legenda do wszystkich tabel:
- Q – runda eliminacyjna, 1/16, 1/8, 1/4, 1/2 – odpowiednia faza rozgrywek, Grupa – runda grupowa, 1r gr – pierwsza runda grupowa, 2r gr – druga runda grupowa, F – finał, R – runda, PO – play-off
- k. – rzuty karne, los. – losowanie, Dogr. – dogrywka, w. – zasada bramek strzelonych na wyjeździe

| Sezon | Rozgrywki        | Runda | Przeciwnik    | Dom | Wyjazd | Ogólnie |
| ----- | ---------------- | ----- | ------------- | --- | ------ | ------- |
| 1998  | Puchar Intertoto | 1R    | Spartak Warna | 4–0 | 1–1    | 5–1     |
| 1998  | Puchar Intertoto | 2R    | AS Trenčín    | 0–0 | 1–0    | 1–0     |
| 1998  | Puchar Intertoto | 3R    | Vojvodina     | 1–0 | 1–4    | 2–4     |